# Futsal-Afrikameisterschaft
Die Futsal-Afrikameisterschaft (englisch Futsal Africa Cup of Nations, ehemals African Futsal Championship) ist die Futsalmeisterschaft der besten Mannschaften Afrikas. Der Wettbewerb wird seit 1996 vom afrikanischen Fußballverband CAF organisiert. Er findet alle vier Jahre statt und dient gleichzeitig als Qualifikationsturnier für die Futsal-Weltmeisterschaft. Bis 2008 qualifizierte sich der Sieger, danach die beiden Erstplatzierten und seit 2012 die drei besten Mannschaften für die Weltmeisterschaft.

## Die Turniere im Überblick
| Jahr         | Gastgeber      | Finale              | Finale              | Finale              | Spiel um Platz drei | Spiel um Platz drei | Spiel um Platz drei                              |
| Jahr         | Gastgeber      | Afrikameister       | Ergebnis            | 2. Platz            | 3. Platz            | Ergebnis            | 4. Platz                                         |
| ------------ | -------------- | ------------------- | ------------------- | ------------------- | ------------------- | ------------------- | ------------------------------------------------ |
| 1996 Details | Ägypten        | Ägypten             | Ligasystem          | Ghana               | Simbabwe            | Ligasystem          | Somalia                                          |
| 2000 Details | Ägypten        | Ägypten             | Ligasystem          | Marokko             | Libyen              | Ligasystem          | Südafrika                                        |
| 2004 Details | kein Gastgeber | Ägypten             | 10:2 / 3:5          | Mosambik            | Marokko             | nicht ausgetragen   | (Guinea-Bissau) (disqualifiziert für Halbfinale) |
| 2008 Details | Libyen         | Libyen              | 4:3 n. V. (3:3)     | Ägypten             | Marokko             | 3:1 n. V. (1:1)     | Mosambik                                         |
| 2011 Details | Burkina Faso   | Turnier ausgefallen | Turnier ausgefallen | Turnier ausgefallen | Turnier ausgefallen | Turnier ausgefallen | Turnier ausgefallen                              |
| 2016 Details | Südafrika      | Marokko             | 3:2                 | Ägypten             | Mosambik            | 7:6 n. E. (5:5)     | Sambia                                           |
| 2020 Details | Marokko        | Marokko             | 5:0                 | Ägypten             | Angola              | 2:0                 | Libyen                                           |
| 2024 Details | Marokko        | Marokko             | 5:1                 | Angola              | Libyen              | 3:2                 | Ägypten                                          |

### Rangliste
| Rang | Land          | Titel | Jahr(e)          | 2. Platz | 3. Platz | 4. Platz |
| ---- | ------------- | ----- | ---------------- | -------- | -------- | -------- |
| 1    | Ägypten       | 3     | 1996, 2000, 2004 | 3        | /        | 1        |
| 2    | Marokko       | 3     | 2016, 2020, 2024 | 1        | 2        | /        |
| 3    | Libyen        | 1     | 2008             | /        | 2        | 1        |
| 4    | Mosambik      |       |                  | 1        | 1        | 1        |
| 5    | Angola        |       |                  | 1        | 1        | /        |
| 6    | Ghana         |       |                  | 1        | /        | /        |
| 7    | Simbabwe      |       |                  | /        | 1        | /        |
| 8    | Guinea-Bissau |       |                  | /        | /        | 1        |
|      | Somalia       |       |                  | /        | /        | 1        |
|      | Südafrika     |       |                  | /        | /        | 1        |
|      | Sambia        |       |                  | /        | /        | 1        |